# Geminiano de Módena
San Geminiano (conocido en toscano como San Gimignano) fue un diácono del siglo IV, y más tarde obispo de Módena. Se le menciona en el año 390, cuando participó en un consejo convocado por San Ambrosio en Milán. De su nombre, se deduce que Geminiano probablemente pertenecía a la casta de los senadores romanos.
Su fama se debe a que protegió a su comunidad de la herejía de los arrianos, que se estaba propagando por esos tiempos en Europa y la mantuvo en la fe ortodoxa. Además, se cuenta que también defendió a su sede de los hunos de Atila.